# Ghiacciaio May
Il ghiacciaio May (in inglese May Glacier) è un ghiacciaio lungo circa 11 km e largo 9, situato sulla costa di Clarie, nella parte orientale della Terra di Wilkes, in Antartide. Il ghiacciaio fluisce verso nord fino ad arrivare sulla costa tra capo Morse e capo Carr.

## Storia
Il ghiacciaio May è stato mappato per la prima volta nel 1955 da G. D. Blodgett grazie a fotografie aeree scattate durante l'operazione Highjump, 1946-1947, ed è stato in seguito così battezzato dal Comitato consultivo dei nomi antartici in onore di William May, guardiamarina a bordo del Flying Fish, uno scuna facente parte della Spedizione di Wilkes, 1838-42, ufficialmente conosciuta come "United States Exploring Expedition" e comandata da Charles Wilkes.